# Gubernia niżnonowogrodzka
Gubernia niżnonowogrodzka (ros. Нижегородская губерния) – jednostka administracyjna Imperium Rosyjskiego i RFSRR we wschodniej Rosji Europejskiej, utworzona ukazem Piotra Wielkiego w 1714, w latach 1779–1796 namiestnictwo niżnonowogrodzkie, od 12 grudnia?/23 grudnia 1796 ukazem Pawła I przekształcone ponownie w gubernię. Stolicą guberni był Niżny Nowogród. Zlikwidowana w 1929.
Graniczyła od północy z gubernią kostromską i wiacką, na wschodzie z gubernią kazańską i symbirską, na południu z gubernią penzeńską i tambowską, na zachodzie z gubernią włodzimierską. Rzeki Oka i Wołga (od Niżnego Nowogrodu) dzieliły gubernię na dwie części: północną – nizinną i południową – wyżynną.
Powierzchnia guberni wynosiła w 1897 – 51 252 km². Gubernia w początkach XX wieku była podzielona na 11 ujezdów.

## Demografia
Ludność, według spisu powszechnego 1897 – 1 584 774 osób – Rosjan (93,2%), Mordwinów (3,4%) i Tatarów (2,6%).

### Ludność w ujezdach według deklarowanego języka ojczystego 1897[1]
| Ujezd            | Rosjanie | Mordwini | Tatarzy | Żydzi | Maryjczycy |
| ---------------- | -------- | -------- | ------- | ----- | ---------- |
| Gubernia ogółem  | 93,2%    | 3,4%     | 2,6%    | …     | …          |
| Ardatowski       | 98,8%    | …        | …       | …     | …          |
| Arzamaski        | 92,9%    | 6,9%     | …       | …     | …          |
| Bałachiński      | 99,5%    | …        | …       | …     | …          |
| Wasilsurski      | 87,0%    | …        | 8,6%    | …     | 4,2%       |
| Gorbatowski      | 99,9%    | …        | …       | …     | …          |
| Kniaginiński     | 98,0%    | …        | 1,9%    | …     | …          |
| Łukojanowski     | 85,2%    | 14,3%    | …       | …     | …          |
| Makarijewski     | 98,5%    | …        | …       | …     | 1,2%       |
| Niżnonowogrodzki | 97,6%    | …        | …       | 1,0%  | …          |
| Siemionowski     | 99,9%    | …        | …       | …     | …          |
| Sergacki         | 73,8%    | 8,9%     | 17,1%   | …     | …          |

Gubernia została zlikwidowana postanowieniem Prezydium WCIK 14 stycznia 1929. Na jej terytorium został utworzony obwód niżnonowogrodzki RFSRR, obecnie Federacji Rosyjskiej (w latach 1936–1990 obwód gorkowski RFSRR), o powierzchni 76 624 km².